# Хвоя

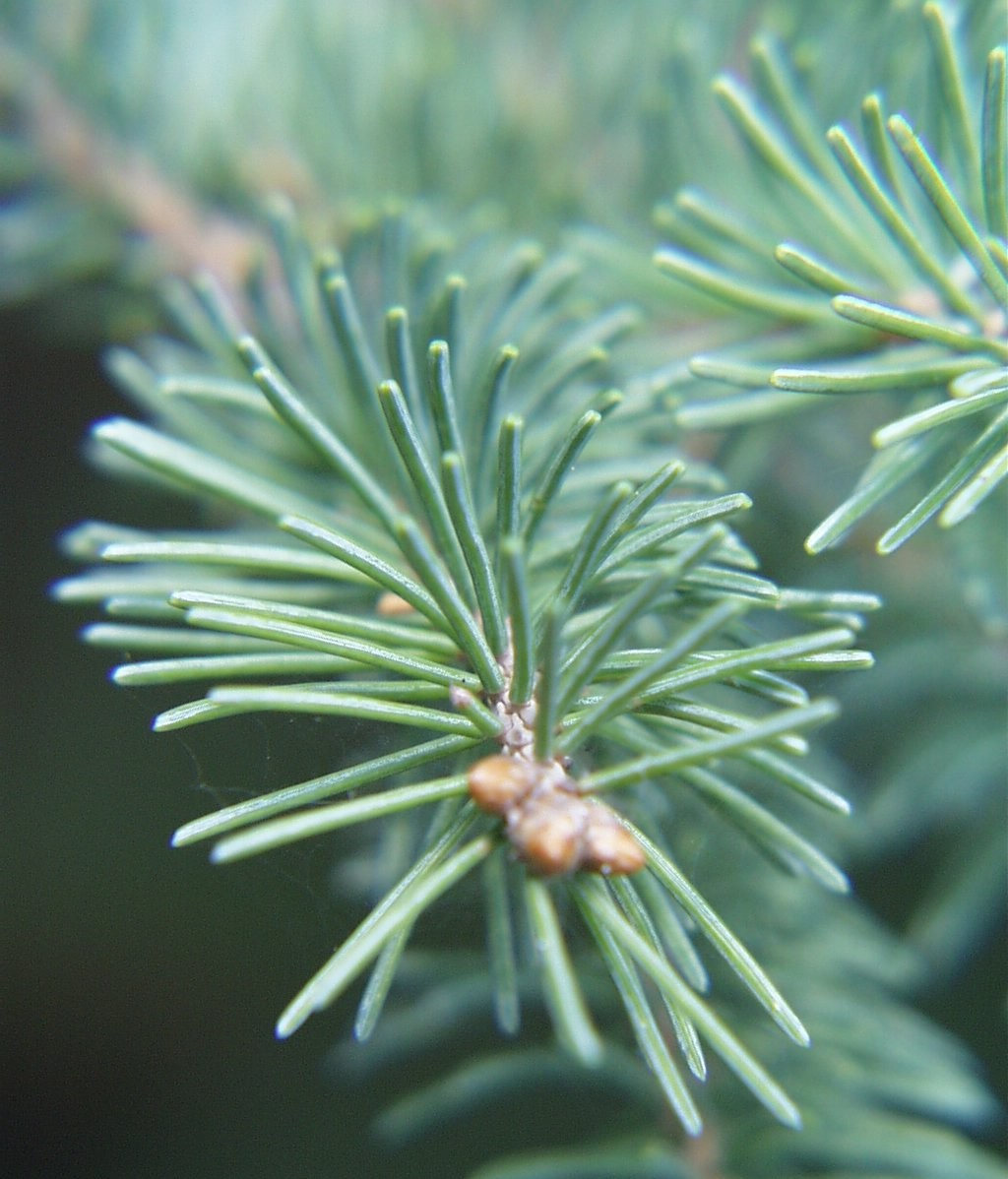
Хвоя білої ялини

Хво́я, іноді гли́ця — видозмінене листя багатьох голонасінних (хвойних) рослин — сосни, ялини, туї тощо.
Хвоя сосни тримається на дереві тільки два-три роки. Листочки сосни — голочки — всією своєю будовою пристосовані до невеликого випаровування вологи, особливо взимку. Голки мають малу площу і покриті щільною смолистою шкіркою з сизим восковим нальотом.

## Етимологія
Українське слово хво́я, та діал. фо́я походять від прасл. *xvoja, *xvojь < прабалтосл. *skwajāˀ < пра-і.є. *skw-oy-eh₂ < *ksu- < *kes-. Прийнято вважати, що спорідненим словом є праслов'янське позначення чоловічого статевого органа, яке первісно означало «шпилька», «шип». Назва глиця сходить до прасл. *jьgъlica, утвореного від *jьgъla («голка»).

## Складові частини хімічного складу хвої і листя
| Складники                       | Хвоя сосни    | Хвоя ялини             | Листя берези  |
| Хлорофіл                        | До 15 000     | 5 000 —14 000          | (1400 — 4200) |
| Каротин                         | 186 (97—367)  | 183 (70—244)           | 380 (155—527) |
| Вітамін Е                       | До 360        | До 350                 |               |
| Вітамін В                       | 10            | 11                     | 13            |
| Аскорбінова кислота (вітамін С) | 2040—9973     | 2 569—14 430           | 3 330—11 800  |
| Залізо                          | 156 (100—187) | 178 (116—320)          | 220           |
| Марганець                       | 316 (292—340) | 318 (53 — 749)         | 300 — 500     |
| Цинк                            | 30 (9—94)     | 29 (27 –32)            | 67 — 86       |
| Мідь                            | 7 (3—9)       | 14 (5 —23)             | 6 — 27        |
| Кобальт                         | 0,05—0,16     | 10,075 (0,015 — 0,158) | 0,08 — 0,18   |
| Полісахариди, %                 | 36            | 35                     | 16—18         |

У ялиновій хвої міститься багато амінокислот, зокрема й незамінні.
Хвоя більшості рослин (ялини, сосни, ялівцю, кипарису) використовується у фармакології, ароматерапії і парфумерії. З хвої сосни і ялини виготовляють вітамінні препарати. У зимовій хвої більше вітамінів, ніж у літній.

## Приготування хвойного напою
Для отримання вітамінного напою краще брати молоду хвою — одного року, — у ній менше гірких смолистих речовин. Готують хвойний напій так: промиту хвою в кількості 50 грамів (денна доза однієї людини) розтирають у порцеляновій ступці, заливають двома-трьома склянками кип'яченої води і дають настоятися в темному і прохолодному місці протягом двох годин. Добрим є додавання в настій трохи оцтової кислоти, а також цукру для смаку. Процідивши настій, п'ють його відразу. При зберіганні настій втрачає вітаміни.

## Хвойне волокно
Якщо прокип'ячену хвою потерти між долонями, то вийдуть волокна, ниточки — це так звана «соснова шерсть»; з неї виготовляють теплу білизну, роблять фуфайки для хворих..

## Зберігання хвої
Зібрану хвою з гілками можна зберігати під снігом на холоді протягом двох місяців і в кімнаті в банці з водою, як квіти. В останньому випадку вітаміни зберігаються місяць. При зберіганні в кімнаті в сухому вигляді хвоя втрачає вітаміни на третій день.
Одна склянка хвойного напою містить стільки ж вітаміну «С», скільки склянка томатного соку, і в п'ять разів більше, ніж прославлений мандрівниками і моряками лимонний сік.

## Тварини, що живляться хвоєю
Тварини переважно живляться хвоєю щоб запобігти хворобі, наприклад, коти, кролі, лосі.

## Історичні випадки
- Жак Картьє в 1542 році виїхав на дослідження берегів Канади. На його кораблі весь екіпаж занедужав цингою. Двадцять шість матросів загинули від цинги, коли корабель підплив до річки св. Лаврентія. Висадившись на берег, команда корабля не могла знайти в північних лісах ні лимонів, ні овочів. Однак Жаку Картьє вдалося зав'язати дружні стосунки з ірокезами, які вирішили допомогти йому і його товаришам: вони порадили лікуватись від цинги настоєм з соснової хвої. І Картьє врятував залишки своєї команди від смерті цим засобом[2].